# Justin Credible
Pour les articles homonymes, voir Polaco.
Peter Joseph Polaco (né le 16 octobre 1973 à Waterbury), plus connu sous le nom de ring de Justin Credible est un catcheur (lutteur professionnel) américain d'origine portugaise. Il est connu pour son travail à la Extreme Championship Wrestling (ECW) ainsi qu'à la World Wrestling Federation / World Wrestling Entertainment (WWF puis WWE à partir de 2002).
Il commence sa carrière au début des années 1990 à la WWF sous le nom de Aldo Montoya jusqu'en 1997.
Il rejoint ensuite la ECW et prend le nom de Justin Credible. Il y remporte à deux reprises le championnat du monde par équipes de la ECW avec Lance Storm et une fois le championnat du monde poids lourd de la ECW.
En 2001, la ECW se déclare en banqueroute et part travailler à la WWF et y est octuple champion Hardcore de la WWF / WWE.
Il quitte la WWE en 2002 et continue sa carrière principalement dans des petites fédérations américaine.

## Carrière de catcheur

### Entraînement et débuts
Polaco part au Canada s'entraîner au camp d'entraînement des frères Hart et commence sa carrière en novembre 1992 à la Rocky Mountain Promotion.

### World Wrestling Federation (1993–1997)
En janvier 1993, Polaco vient voir un spectacle de la World Wrestling Federation (WWF). Il y rencontre Tony Garea et René Goulet, deux anciens catcheurs travaillant à la WWF en coulisses. Il commence à travailler à la WWF comme jobber sous le nom de PJ Walker. Il se fait connaître grâce à sa victoire face à Irwin R. Schyster le 20 septembre grâce à la distraction de Razor Ramon,.
En 1994, Polaco signe un contrat avec la WWF et change de nom de ring pour celui de Aldo Montoya. Il incarne un portugais portant un masque jaune. Il remporte son premier combat avec ce nouveau gimmick le 14 novembre face au Brooklyn Brawler. Polaco s'aperçoit que le personnage d'Aldo Montoya ne va pas lui permettre de percer mais il gagne correctement sa vie.
En 1997, il demande à Vince McMahon de changer son gimmick. McMahon l'envoie à Memphis lutter à la United States Wrestling Association (USWA). Il reste à la USWA pendant six semaines car il n'aime pas le style que propose Jerry Lawler.

### Extreme Championship Wrestling (1997–2001)

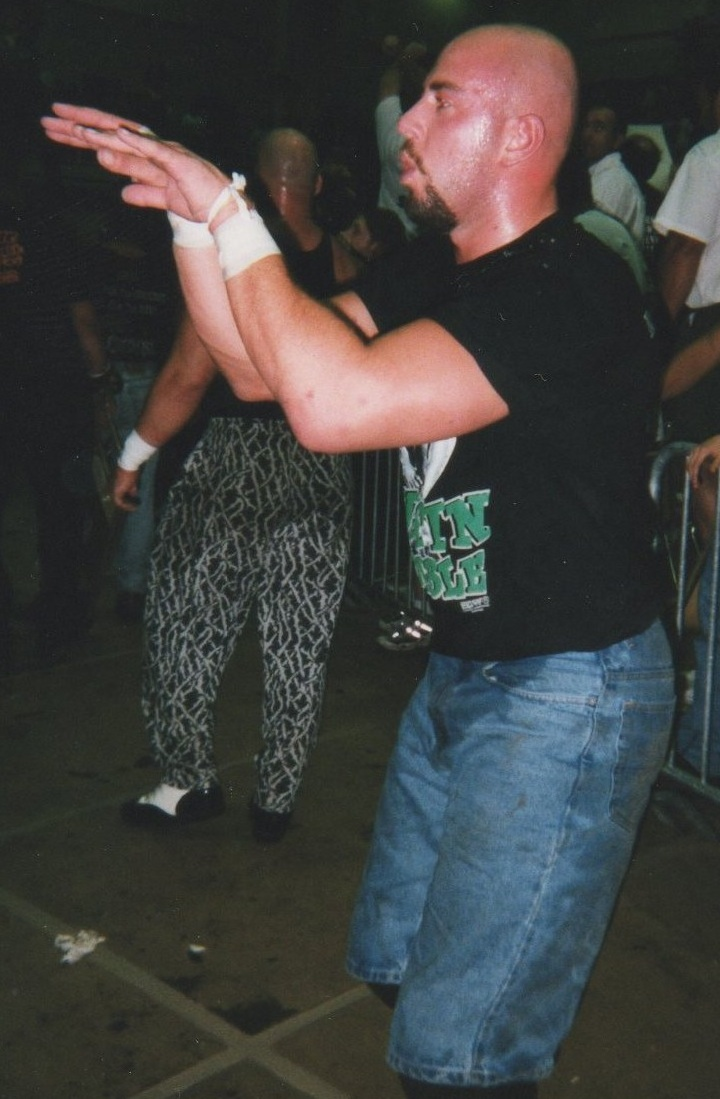
Justin Credible au cours de son passage à l'Extreme Championship Wrestling.

Au cours de son bref passage à la United States Wrestling Association, Polaco rencontre Paul Heyman qui est le promoteur de la Extreme Championship Wrestling (ECW). Heyman réussi à le convaincre de rejoindre sa fédération. Il lutte d'abord sous le nom de PG 187 avant d'adopter le nom de Justin Credible. Il reste invaincu jusqu'au 30 novembre 1997 où Mikey Whipwreck parvient à le vaincre.
Il est ensuite le rival de Tommy Dreamer qu'il provoque après la mort de son grand-père en déclarant : « Je suis désolé pour la mort de ton grand-père. J'aurais préféré que ce soit toi qui meurt à sa place. ». Ils s'affrontent dans un First Blood match le 21 février 1998 durant Cyberslam remporté par Credible grâce à l'intervention de Rob Van Dam. Ils s'affrontent à nouveau le 1er mars au cours de Living Dangerously où Dreamer prend sa revanche.

### Retour à la World Wrestling Federation / World Wrestling Entertainment (2001–2003)
Il retourne en 2001 à la WWF car, la ECW a été fermé,il fait équipe avec X-Pac pour l’aider dans sa quête pour WWF Intercontinental Championship comme à No Way Out et Raw Et WWE SmackDown.
En 2001, il intégrera avec Albert l'équipe X-Factor fondée par X-Pac. Il fait plusieurs fois équipe avec Lance Storm pour battre Edge & Christian. Après le départ de celui-ci de la WWF, il catchera individuellement.
Il a perdu face à Test en décembre 2002 à WWE Heat.

### Circuit indépendant (2007–présent)
Il est le partenaire d'Ultimo Dragon pour la fédération New Wrestling Entertainment.

## Palmarès
- Big Time Wrestling
  - 1 fois BTW Heavyweight Championship

- Extreme Championship Wrestling
  - 1 fois ECW World Championship[11]
  - 2 fois ECW World Tag Team Championship avec Lance Storm

- Impact Championship Wrestling
  - 1 fois ICW Heavyweight Championship

- Premier Wrestling Federation
  - 2 fois PWF Universal Heavyweight Championship

- Pro Wrestling Illustrated
  - Classé 6e des 500 meilleurs catcheurs en 2000[12]

- Pro-Pain Pro Wrestling
  - 1 fois 3PW Heavyweight Championship

- Renegade Wrestling Federation
  - 1 fois RWF Heavyweight Championship

- Texas Wrestling Academy
  - 1 fois TWA Heavyweight Championship

- Top Rope Promotions
  - 1 fois TRP Heavyweight Championship

- World Wrestling Federation/Entertainment
  - 8 fois WWF/E Hardcore Championship[13]